# القنب في السعودية
القنب في المملكة العربية السعودية هو أمر غير قانوني لا من ناحية استهلاكه ولا من ناحية التجارة فيه أو محاولة ترويجه.

## القانون
إن استخدام وحيازة أي نوع من المخدرات غالبا ما يعاقب عليه بالسجن في السعودية إذا ما ضُبط الشخص متلبسا، لكن المواطنين السعوديين عادة ما يكون العقاب في حقهم أكثر تساهلا نوعا ما، هذا وتجدر الإشارة إلى أن عقوبة حيازة المخدرات في السعودية يمكن أن ترتفع من شهر إلى 6 أشهر في السجن بالنسبة للأشخاص الذين لديهم سجل عدلي نظيف، فيما قد تتراوح ما بين 2 و10 سنوات في حالة ما كان للشخص تهم وسوابق، أما في حالة تكرار التعامل أو تهريب كميات كبيرة من المخدرات فغالبا ما تكون هناك قساوة في الحكم والتي قد تصل للسجن مدة طويلة أو حتى الإعدام، على الرغم من أنه في الآونة الأخيرة باتت عمليات الإعدام نادرة، أما الأجانب الذين يتعاطون المخدرات فعادة ما يتم ترحيلهم إلى بلدانهم الأصلية.
في عام 2003، صنف مكتب الأمم المتحدة المعني بالمخدرات والجريمة المملكة العربية السعودية في المرتبة الثالث عالميا في تدابيرها الرامية إلى مكافحة استعمال المخدرات والاتجار بها.

## الاقتصاد
لا يلعب الحشيش دورا مهما في اقتصاد المملكة العربية السعودية كما هو الحال مع دول أخرى على غرار المغرب، أما مصدر ذلك المتواجد داخل المملكة فعادة ما يتم تهريبه بحرا من باكستان؛ وفي سنة 2007 أشارت مجموعة من التقارير إلى أن الحشيش بيعت بمبلغ 2130 دولار للكيلوغرام الواحد في السعودية بشكل سري جدا للغاية.